# 生物大放散事変
オルドビス紀の生物大放散事変(せいぶつだいほうさんじへん、英: Great Ordovician biodiversification event、GOBE)は、カンブリア爆発から4000万年後の古生代オルドビス紀を通じた動物の爆発的な進化と放散のことである。目立ったカンブリア紀型動物群は生物大放散事変で姿を消し、濾過摂食者や漂泳生物に富む古生代型動物群が取って代わった。
生物大放散事変はカンブリア紀末の大量絶滅に続いて起こり、大放散事変の後の動物相は大規模な変化を遂げることなく古生代において支配的であり続けた。海洋生物の多様性は古生代に典型的なレベルにまで増加し、生物の形態学的な差は現代のものと同様であった。多様性の増加は、全球的なものでも瞬間的なものでもなく、それぞれの場所でそれぞれの時期に起こった。 そのため、この現象を単純に説明することはできず、多くの地質学的・生態学的要因が相互作用して生物が多様化したと考えられている。

## 原因
原因としては、古地理の変化や地殻変動、栄養供給の変化などが考えられる。大陸の分散した位置・活発な地殻および火山活動・温暖な気候・高濃度の二酸化炭素により、栄養豊富な大規模な生態系が形成され、多様化が促進されたと考えられる。さらに、このような地形の変化によりさらに多様な地形が生み出され、独自の環境が数多くもたらされた。このことで生物多様性や個体群の分離による種分化が促進されたことは間違いない。一方で地球の寒冷化も放散の要因に挙げられている。
別の可能性として、崩壊した小惑星片が隕石として地球に常時降り注いでいたことも考えられているが、オルドビス紀の隕石衝突は放散よりも遅い4億6750万年前（誤差28万年）に起きたと提唱されている。おそらく火星軌道を超えたところにある2つの小惑星が衝突した場合、もう一つ別の影響がもたらされる。それは広大な塵雲が発生し、地球表面に到達する太陽光が減少することである。その証拠として、ヘリウムの同位体であるヘリウム3が生物大放散事変の時期の海洋堆積物から比較的豊富に得られることが挙げられる。ヘリウム3が高濃度で生産された最も可能性の高い原因はリチウムが宇宙線に晒されたことであり、これは宇宙空間を漂う物体にしか起こりえないことである。
カナダのニューブランズウィック州のフラット・ランディング・ブルック累層は火成活動で形成されており、急速な気候の寒冷化と生物大放散事変の引き金を引いた可能性がある。
カンブリア爆発と同様に、環境変化がプランクトンの多様化を促した。海底の懸濁液摂食者や水柱の遊泳生物などのプランクトン食性生物とその多様性が増加したと考えられる。約5億年前のSteptoean Positive Carbon Isotopic Excursion 事変（SPICE event）の後、陸上に進出した地衣類や火成活動の作用で豊富な有機窒素化合物や鉄が海洋にもたらされ、生態系の底辺に位置する光合成を起点に現代型食物網の原型が形成されていった。

## 影響

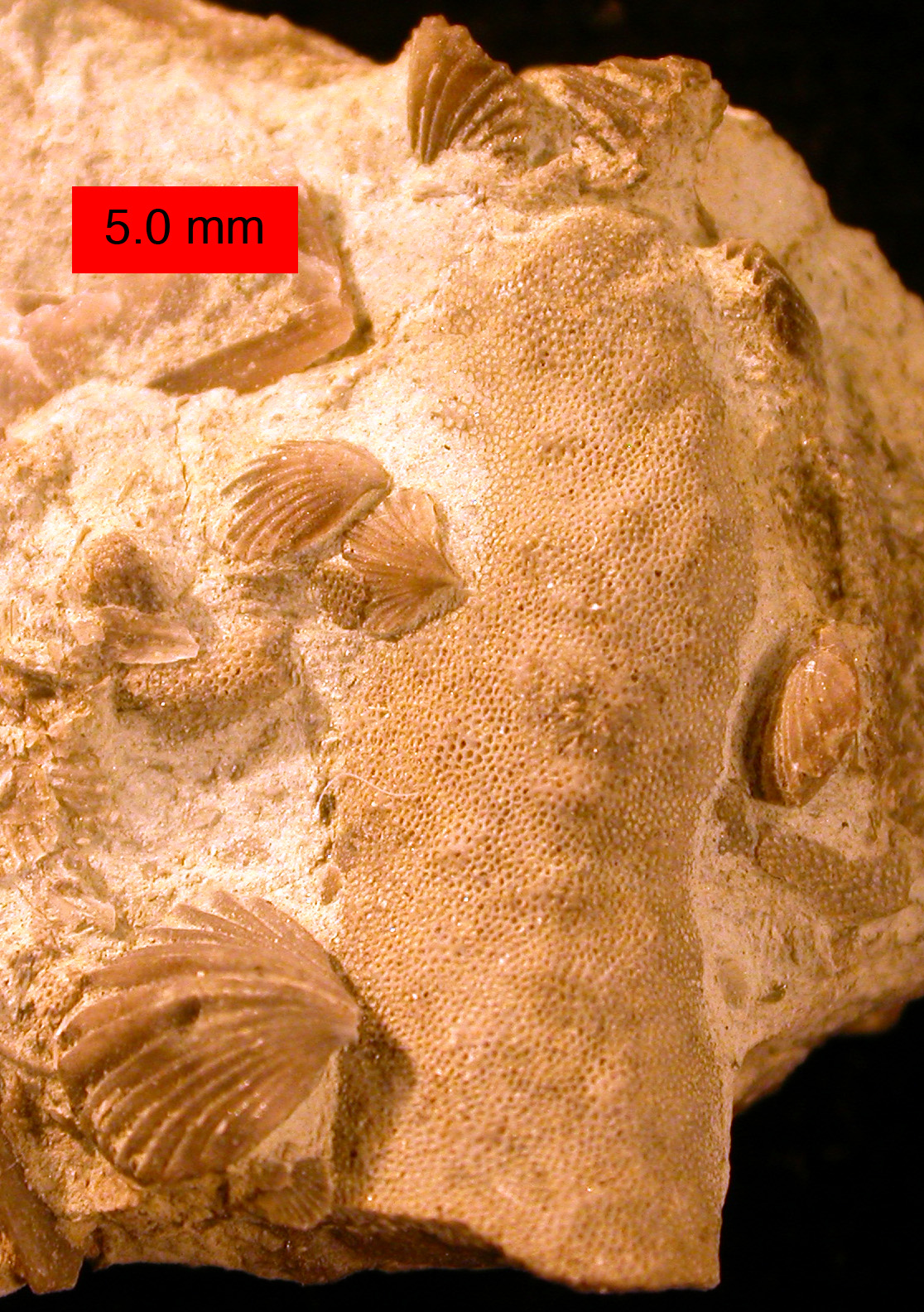
インディアナ州南東部の上部オルドビス系から産出した腕足動物 Zygospira modesta

カンブリア爆発で分類学における現代の門が誕生したとするなら、この門を埋めることのできる現生・化石綱と下位分類は生物大放散事変で誕生した。生物大放散事変は地球規模の生物多様性を2倍に拡大させており、古生代の最も強力な種分化イベントの一つと考えられている。
この時期の顕著な分類学的多様性の爆発は、多関節腕足類・腹足類・二枚貝類などで見られた。
分類学的多様性は多様化し、海洋生物の目の総数は2倍、科と属の数は3倍に増加した。多様化に加えて、生物と食物網は複雑性を増した。分類群は局所的な生息域を持つようになり、地球上の場所によって様々な動物群が生息するようになった。また、サンゴ礁や深海の生物群集は独自の特徴を帯び始め、他の海洋生態系とはより明確に区別されるようになった。カンブリア紀における生物礁は微生物で構築されていたが、オルドビス紀トレマドキアン期からは外肛動物や海綿動物をはじめとした骨格生物による骨格生物優先型礁が出現した。生態系が多様化して食物網の中でより多くの種が圧を受けるようになると、生態学的相互作用がより複雑に絡み合い、生態学的階層化といった戦略が促進されるようになった。生物大放散事変で出現した全球的な動物相はペルム紀末の大量絶滅とそれに伴う生物の入れ替わりまで安定していた。
おそらく大部分が海藻であるとされるアクリタークの化石には大放散事変が明確に記録されており、多様性・差異ともに中期オルドビス紀でピークに達した。前期カンブリア紀から安定していた温暖な海域と高い海面は、植物プランクトンの大量増殖と多様化を可能にし、それに伴う動物プランクトンや懸濁を食べる生物の放散を引き起こしたのではないかと考えられる。
カンブリア紀の終わりから前期オルドビス紀にかけて無脊椎動物の複数の系統が外洋へ進出したため、プランクトンはその生息域をこれまでになかったほど脅かされることとなった。